# Madliena Fougasse
Madliena Fougasse  (malt. Fugass tal-Madliena) – fugas sąsiadujący z wieżą Madliena położony na południowy zachód od Pembroke.
Budowane w  XVIII wieku na Malcie fugasy, były wymyślone i zbudowane przez inżynierów zakonu maltańskiego. W litej skale, pod kątem około 45 stopni, były wycięte lejowate tunele o głębokości 2-3 metrów. Na ich spodzie składano ładunek prochu, w który był wkładany długi lont, wyprowadzony na powierzchnię. Następnie lej fugasa był wypełniany kamieniami. Fugasy miały służyć jako „działa”, które miały być użyte w przypadku inwazji wrogów na wyspę. Pierwszą próbę ogniową przeprowadzono 28 września 1740 roku. Nadzorował ją inżynier wojskowy zakonu, Francesco Marandona. Zbudowano około 60 tego typu obiektów. 
Została wpisana na listę National Inventory of the Cultural Property of the Maltese Islands pod numerem 01435.